# Frutillaria propinqua
Frutillaria propinqua är en tvåvingeart som beskrevs av Richards 1964. Frutillaria propinqua ingår i släktet Frutillaria och familjen hoppflugor. Inga underarter finns listade i Catalogue of Life.